# Digitaria digitaria
Digitaria digitaria is een tweekleppigensoort uit de familie Astartidae. De wetenschappelijke naam werd gepubliceerd in 1758 door Carl Linnaeus in de tiende editie van Systema naturae.